# Special Troops Battalion
Special Troops Battalion (STB, batalion wojsk specjalnych) – organiczna jednostka modułowej brygady, dywizji (lub równoważnej), korpusu lub większego związku operacyjnego Armii Stanów Zjednoczonych. Może składać się z kompanii z różnych rodzajów wojsk ale zazwyczaj posiada co najmniej sztab i kompanię dowodzenia (HHC) oraz kompanię łączności.

## Batalion dowodzenia dywizji
Skład batalionu dowodzenia dywizji:
- dowództwo i kompania dowodzenia
- kompania operacyjna
- kompania wywiadu i nadzoru
- kompania łączności
- orkiestra dywizji

Batalion dowodzenia dywizji może działać jako dowództwo taktyczne podczas rozmieszczenia wojsk.

## Brygadowe Grupy Bojowe
W niektórych dywizjach bataliony te określane są jako bataliony oddziałów brygadowych (ang. Brigade Troops Battalions - BTB) lub bataliony brygadowych oddziałów specjalnych (ang. Brigade Special Troops Battalions - BSTB) i składają się z:
- kompania dowodzenia:
  - sztab batalionu
  - pluton żandarmerii wojskowej
  - pluton rozpoznania chemicznego
  - pluton medyczny
  - pluton utrzymania
  - pluton wsparcia/dystrybucji
- kompania wywiadu wojskowego
- kompania łączności
- kompania inżynieryjna

W ramach reorganizacji brygadowej wprowadzonej przez szefa sztabu armii gen. Raymonda Odierno, polegającej na przekształceniu Brygad Piechoty (IBCT - Infantry Brigade Combat Team) w Pancerne Brygadowe Grupy Bojowe (ABCT - Armored Brigade Combat Team), bataliony wojsk specjalnych w ABCT otrzymały kolejną kompanię inżynieryjną i zostały przemianowane na bataliony inżynieryjne (BEB). Wcześniejsze samodzielne kompanie w Brygadach Stryker zostały połączone i oznaczone jako batalion inżynieryjny.

## Brygady Wsparcia
W Brygadzie Wsparcia (ang. Sustainment Brigade) batalion składa się z kompanii dowodzenia i kompanii łączności. Po rozmieszczeniu wojsk, batalion będzie zwykle miał dołączoną kompanię zarządzania finansami, pocztę polową i kompanię personalną (HR) w celu dowodzenia i kontroli, wsparcia administracyjnego i logistycznego. W przeciwieństwie do innych batalionów wsparcia bojowego (Combat Sustainment Support Battalions CSSB), STB w Brygadach Wsparcia nie mają personelu w sekcji wsparcia operacji.